# Ndjili (vattendrag)
Ndjili är ett vattendrag i västra Kongo-Kinshasa. Den är ett sydligt vänsterbiflöde till Kongofloden. Sammanflödet är vid huvudstaden Kinshasa och vid sjön Malebodammen. Källflödena är i provinsen Kongo-Central. Floden har gett namn till Kinshasa-N'Djili flygplats och stadsdelen Ndjili. En del av floden ingår i gränsen mellan Kongo-Central och Kinshasa.